# Ребекка Моеста
Ребекка Моеста Андерсон (англ. Rebecca Moesta Anderson; народилася 17 листопада 1956) — американська письменниця, авторка кількох науково-фантастичних книг.

## Раннє життя
Ребекка Моеста Андерсон народилася в Західній Німеччині в родині американців. Виросла в Пасадені, штат Каліфорнія, де прожила до двадцяти років. Здобула ступінь бакалавра вільних мистецтв у Каліфорнійському державному університеті в Лос-Анджелесі. Невдовзі після закінчення школи вона вийшла заміж за фізика, який нещодавно закінчив Каліфорнійський технологічний інститут, і стала Ребеккою Моестою Ковен.
У 1981 році подружжя переїхало до Нью-Гейвена, штат Коннектикут, де вони прожили один рік, поки не переїхали до Дармштадта, Західна Німеччина, і жили там до 1987 року. У Західній Німеччині Моеста пройшла аспірантуру в Бостонському університеті та здобула ступінь магістра наук у галузі ділового адміністрування. Під час перебування в Західній Німеччині вона народила сина Джонатана, а потім повернулася до Сполучених Штатів і оселилася в Ліверморі, Каліфорнія.

## Кар'єра
У 1989 році Моеста обійняла посаду коректора та редактора копій у Ліверморській національній лабораторії імені Лоуренса. Там вона створила клуб наукової фантастики, в якому познайомилася зі своїм майбутнім чоловіком Кевіном Дж. Андерсоном. Вона розлучилася зі своїм першим чоловіком у 1990 році та вийшла заміж за Андерсона в 1991 році.
Подружжя почало працювати разом над написанням науково-фантастичних романів і написало два молодіжні романи Титан після загибелі Землі, дві високотехнологічні спливаючі книги та чотирнадцять романів про розширений всесвіт <i id="mwKg">Зоряних воєн</i>, серію «Молоді лицарі-джедаї» . Подружжя володіє та керує видавничою компанією WordFire Press.

## Праці

### Зоряні війни
- Heirs of the Force (June 1995) (ISBN 0-425-16949-9)
- Shadow Academy (September 1995) (ISBN 0-425-17153-1)
- The Lost Ones (December 1995) (ISBN 0-425-16999-5)
- Lightsabers (February 1996) (ISBN 0-425-16951-0)
- Darkest Knight (May 1996) (ISBN 0-425-16950-2)
- Jedi Under Siege (August 1996) (ISBN 0-425-16633-3)
- Shards of Alderaan (December 1996) (ISBN 0-425-16952-9)
- Diversity Alliance (March 1997) (ISBN 0-425-16905-7)
- Anakin's Quest (April 1997) (ISBN 0-425-16824-7)
- Delusions of Grandeur (June 1997) (ISBN 0-425-17061-6)
- Vader's Fortress (July 1997) (ISBN 0-425-16956-1)
- Jedi Bounty (September 1997) (ISBN 0-425-17313-5)
- Kenobi's Blade (October 1997) (ISBN 0-425-17315-1)
- The Emperor's Plague (December 1997) (ISBN 0-425-17314-3)
- Return to Ord Mantell (May 1998) (ISBN 0-425-16362-8)
- Trouble on Cloud City (August 1998) (ISBN 0-425-16416-0)
- Crisis at Crystal Reef (December 1998) (ISBN 0-425-16519-1)

### КнигиЗоряний шлях
- Найвищий бал (1996). Написано у співавторстві з Кевіном Дж. Андерсоном під псевдонімом Кем Антиллес. За мотивами телесеріалу «Зоряний шлях: Глибокий космос 9», дія якого відбувається у 2370 році.

### Buffyverse
- Маленькі речі (2002)

### Серія«Кришталеві двері».
- Книга 1: Острівне царство (2006)
- Книга 2: Королівство океану (червень 2007)
- Книга 3: Небесне царство (2008)